# Bój pod Sabbath Day Point
Bój pod Sabbath Day Point – starcie zbrojne, które miało miejsce 26 lipca 1757 w trakcie wojna o kolonie amerykańskie podczas marszu armii francuskiej na Fort William Henry.
Dowodzący obroną Fort William Henry podpułkownik George Munro wysłał na południowy brzeg jeziora Champlain 22 ciężkie łodzie zwane bateaux z 350 żołnierzami w celu zebrania informacji o przeciwniku. Dodatkowym celem była dywersja mająca przeszkodzić Francuzom w oblężeniu fortu. Jednakże w okolicach miejsca zwanego Sabbath Day Point oddziały pułkownika Parkera zostały zaskoczone przez przeważające siły sprzymierzonych z Francuzami Indian. Indianie korzystając z szybkości i zwrotności swych canoe zdołali odciąć siłom brytyjskim odwrót i rozbić je. Do fortu powróciły jedynie 2 łodzie.